# Moselle Open
Moselle Open er en professionel tennisturnering, der spilles indendørs på hårde baner. Den er en del af ATP Tour 250- serien af ATP Touren fra 2003. Turneringen blev senest spillet på Arènes.
Turneringen er en af de fire franske begivenheder i ATP Tour 250- serien sammen med Open Sud de France, Open 13 og Lyon Open.

## Tidligere finaler

### Single
| År   | Vinder                                    | 2'er                                      | Score                                     |
| ---- | ----------------------------------------- | ----------------------------------------- | ----------------------------------------- |
| 2003 | Arnaud Clément                            | Fernando González                         | 6–3, 1–6, 6–3                             |
| 2004 | Jérôme Haehnel                            | Richard Gasquet                           | 7–6 (11–9), 6–4                           |
| 2005 | Ivan Ljubičić                             | Gaël Monfils                              | 7–6 (9–7), 6–0                            |
| 2006 | Novak Djokovic                            | Jürgen Melzer                             | 4–6, 6–3, 6–2                             |
| 2007 | Tommy Robredo                             | Andy Murray                               | 0–6, 6–2, 6–3                             |
| 2008 | Dmitry Tursunov                           | Paul-Henri Mathieu                        | 7–6 (8–6), 1–6, 6–4                       |
| 2009 | Gaël Monfils                              | Philipp Kohlschreiber                     | 7–6 (7–1), 3–6, 6–2                       |
| 2010 | Gilles Simon (2)                          | Mischa Zverev                             | 6–3, 6–2                                  |
| 2011 | Jo-Wilfried Tsonga                        | Ivan Ljubičić                             | 6–3, 6–7 (4–7), 6–3                       |
| 2012 | Jo-Wilfried Tsonga (2)                    | Andreas Seppi                             | 6–1, 6–2                                  |
| 2013 | Gilles Simon (3)                          | Jo-Wilfried Tsonga                        | 6–4, 6–3                                  |
| 2014 | David Goffin                              | João Sousa                                | 6–4, 6–3                                  |
| 2015 | Jo-Wilfried Tsonga (3)                    | Gilles Simon                              | 7–6 (7–5), 1–6, 6–2                       |
| 2016 | Lucas Pouille                             | Dominic Thiem                             | 7–6 (7–5), 6–2                            |
| 2017 | Peter Gojowczyk                           | Benoît Paire                              | 7–5, 6–2                                  |
| 2018 | Gilles Simon (4)                          | Matthias Bachinger                        | 7–6 (7–2), 6–1                            |
| 2019 | Jo-Wilfried Tsonga (4)                    | Aljaž Bedene                              | 6–7 (4–7), 7–6 (7–4), 6–3                 |
| 2020 | Ikke afholdt på grund af COVID-19 pandemi | Ikke afholdt på grund af COVID-19 pandemi | Ikke afholdt på grund af COVID-19 pandemi |
| 2021 | Hubert Hurkacz                            | Pablo Carreño Busta                       | 7–6 (7–2), 6–3                            |
| 2022 | Lorenzo Sonego                            | Alexander Bublik                          | 7–6 (7–3), 6–2                            |
| 2023 | Ugo Humbert                               | Alexander Shevchenko                      | 6–3, 6–3                                  |
| 2024 | Benjamin Bonzi                            | Cameron Norrie                            | 7–6(8–6), 6–4                             |

### Doubles
| År   | Vinder                                       | 2'er                                      | Score                                     |
| ---- | -------------------------------------------- | ----------------------------------------- | ----------------------------------------- |
| 2003 | Julien Benneteau Nicolas Mahut               | Michaël Llodra Fabrice Santoro            | 7–6(7–2), 6–3                             |
| 2004 | Arnaud Clément Nicolas Mahut (2)             | Ivan Ljubičić Uros Vico                   | 6–2, 7–6(10–8)                            |
| 2005 | Michaël Llodra Fabrice Santoro               | José Acasuso Sebastián Prieto             | 5–2, 3–5, 5–4(7–4)                        |
| 2006 | Richard Gasquet Fabrice Santoro (2)          | Julian Knowle Jürgen Melzer               | 3–6, 6–1, [11–9]                          |
| 2007 | Arnaud Clément Michaël Llodra (2)            | Mariusz Fyrstenberg Marcin Matkowski      | 6–1, 6–4                                  |
| 2008 | Arnaud Clément (2) Michaël Llodra (3)        | Mariusz Fyrstenberg Marcin Matkowski      | 5–7, 6–3, [10–8]                          |
| 2009 | Colin Fleming Ken Skupski                    | Arnaud Clément Michaël Llodra             | 2–6, 6–4, [10–5]                          |
| 2010 | Dustin Brown Rogier Wassen                   | Marcelo Melo Bruno Soares                 | 6–3, 6–3                                  |
| 2011 | Jamie Murray André Sá                        | Lukáš Dlouhý Marcelo Melo                 | 6–4, 7–6(9–7)                             |
| 2012 | Nicolas Mahut (3) Édouard Roger-Vasselin     | Johan Brunström Frederik Nielsen          | 7–6(7–3), 6–4                             |
| 2013 | Johan Brunström Raven Klaasen                | Nicolas Mahut Jo-Wilfried Tsonga          | 6–4, 7–6(7–5)                             |
| 2014 | Mariusz Fyrstenberg Marcin Matkowski         | Marin Draganja Henri Kontinen             | 6–7(3–7), 6–3, [10–8]                     |
| 2015 | Łukasz Kubot Édouard Roger-Vasselin (2)      | Pierre-Hugues Herbert Nicolas Mahut       | 2–6, 6–3, [10–7]                          |
| 2016 | Julio Peralta Horacio Zeballos               | Mate Pavić Michael Venus                  | 6–3, 7–6(7–4)                             |
| 2017 | Julien Benneteau Édouard Roger-Vasselin (3)  | Wesley Koolhof Artem Sitak                | 7–5, 6–3                                  |
| 2018 | Nicolas Mahut (4) Édouard Roger-Vasselin (4) | Ken Skupski Neal Skupski                  | 6–1, 7–5                                  |
| 2019 | Robert Lindstedt Jan-Lennard Struff          | Nicolas Mahut Édouard Roger-Vasselin      | 2–6, 7–6(7–1), [10–4]                     |
| 2020 | Ikke afholdt på grund af COVID-19 pandemi    | Ikke afholdt på grund af COVID-19 pandemi | Ikke afholdt på grund af COVID-19 pandemi |
| 2021 | Hubert Hurkacz Jan Zieliński                 | Hugo Nys Arthur Rinderknech               | 7–5, 6–3                                  |
| 2022 | Hugo Nys Jan Zieliński (2)                   | Lloyd Glasspool Harri Heliövaara          | 7–6(7–5), 6–4                             |
| 2023 | Hugo Nys (2) Jan Zieliński (3)               | Constantin Frantzen Hendrik Jebens        | 6–4, 6–4                                  |
| 2024 | Sander Arends Luke Johnson                   | Pierre-Hugues Herbert Albano Olivetti     | 6–4, 3–6, [10–3]                          |

## Eksterne links
- Officiel hjemmeside